# Zalău
Zalău là một đô thị thuộc hạt Sălaj, România. Dân số thời điểm năm 2002 là 63305 người.